# Владислав Ђукић
Владислав Ђукић (Врњачка Бања, 7. април 1962) бивши је југословенски и српски фудбалер.

## Каријера
Прве фудбалске кораке је направио у локалном клубу Гоч из Врњачке Бање, да би каријеру наставио у краљевачкој Слоги. Афирмисао се у дресу крушевачког Напретка, добре партије пружао и у Приштини. Као првотимац београдског Партизана стиже и до дреса са државним грбом. Играо је у италијанској Чезени (1989-90), само једну сезону. Вратио се у Партизан 1990. године, а играчку каријеру је окончао у крушевачком Напретку.
Играо је за Југославију на играма у Сеулу 1988. године. Наступио је два пута за А репрезентацију некадашње Југославије и постигао један гол. Дебитовао је 4. јуна 1988. против СР Немачке (1:1) у Бремену, а голом се опростио 24. августа 1988. против Швајцарске (2:0) у Луцерну.

## Успеси
- Партизан
  - Куп Југославије: 1989, 1992.